# Hostedde

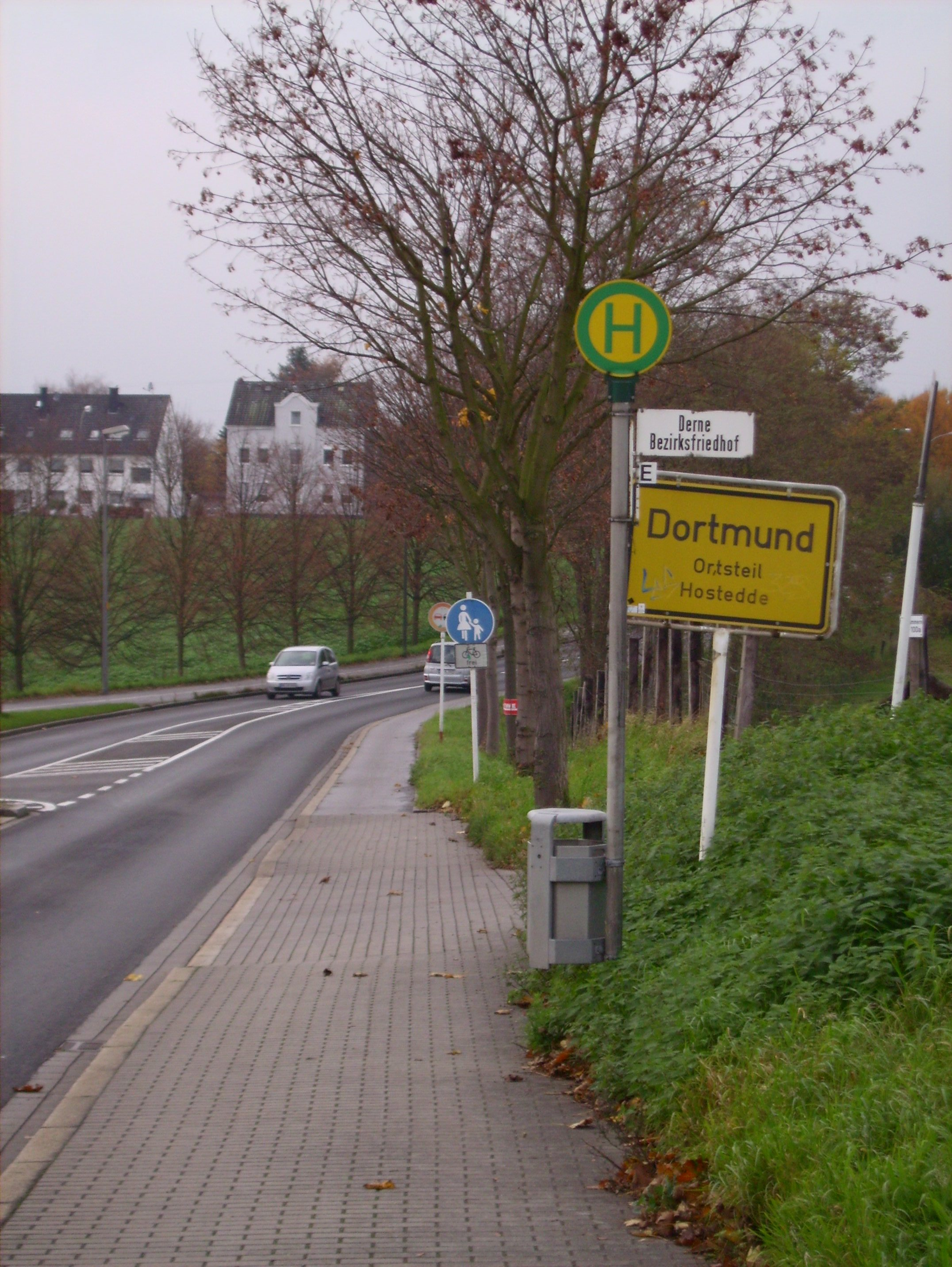
Östlicher Ortseingang von Hostedde mit Hostedder Straße

Hostedde ist ein Dortmunder Stadtteil im Stadtbezirk Scharnhorst. Der Stadtteil grenzt im Osten an Grevel, im Süden an Alt-Scharnhorst und im Westen an Derne. Hostedde ist ein reines Wohngebiet. Es gibt keine Industrien und nur einige wenige kleinere Dienstleistungsunternehmen und Gastwirtschaften. Die quer durch Hostedde führende Hostedder Straße ist eine wichtige Verbindungsstraße zwischen Lanstrop und der Dortmunder Innenstadt.

## Geschichte
Hostedde wurde erstmals 1280 als Hofstede urkundlich erwähnt. 1359 cum bonis in Hostaden in einer Urkunde genannt. Anfang des 15. Jahrhunderts wurde der Ort tho Hoffstaden im Volmarsteiner Lehnsregister geführt. Ab 1654 erscheint erstmals der heutige Ortsname Hostedde. 
Hostedde gehörte im Spätmittelalter und der Frühen Neuzeit in eigener Bauerschaft (Hoeffstede) im Niederamt Bochum (historisch) zur Grafschaft Mark. Laut dem Schatzbuch der Grafschaft Mark von 1486 hatten in der Bauerschaft 5 Steuerpflichtige Hofbesitzer zwischen 2 und 6  Goldgulden an Abgabe zu leisten.
Die Deutung des Ortsnamens kann mit Hofstätte umschrieben werden.
Im 19. Jahrhundert war Hostedde eine Landgemeinde im Landkreis Dortmund und Amt Brackel. 1885 hatte die Gemeinde (plus 3 Wohnplätze) eine Fläche von 1,97 km², davon 112 ha Ackerland, 24 ha Wiesen und 16 ha Holzungen. Es gab 26 Wohngebäude mit 40 Haushaltungen und 262 Einwohner.
Am 22. November 1922 wurde Hostedde in die Gemeinde Altenderne-Oberbecker eingemeindet, die bereits am 27. Oktober 1923 in Derne umbenannt wurde. Am 1. April 1928 wurde der Ort zusammen mit Derne in die Stadt Dortmund eingegliedert.
Zum statistischen Bezirk Hostedde gehört neben dem Ortsteil Hostedde auch der östlich angrenzende Ortsteil Grevel.

## Bevölkerung
Zum 31. Dezember 2024 lebten 2.345 Einwohner in Hostedde (mit Grevel).
Struktur der Hostedder Bevölkerung (mit Grevel):
- Bevölkerungsanteil der unter 18-Jährigen: 15,1 % [Dortmunder Durchschnitt: 16,2 % (2018)][6]
- Bevölkerungsanteil der mindestens 65-Jährigen: 22,1 % [Dortmunder Durchschnitt: 20,2 % (2018)][7]
- Ausländeranteil: 11,3 % [Dortmunder Durchschnitt: 22,3 % (2024)][8]
- Arbeitslosenquote: 7,1 % [Dortmunder Durchschnitt: 11,0 % (2017)][9]

Das durchschnittliche Einkommen in Hostedde liegt etwa 10 % unter dem Dortmunder Durchschnitt.

### Bevölkerungsentwicklung
| Jahr      | 1987 | 2003 | 2008 | 2013 | 2016 | 2019 | 2022 |
| --------- | ---- | ---- | ---- | ---- | ---- | ---- | ---- |
| Einwohner | 2279 | 2330 | 2214 | 2179 | 2265 | 2332 | 2326 |